# Стам, Катя
Катя Стам (нидерл. Katja Stam; род. 3 октября 1998, Эммен) — нидерландская пляжная волейболистка.

## Карьера
На ранних этапах карьеры играла в волейбол, затем перешла в пляжный волейбол. На молодёжных турнирах несколько раз играла с разными напарницами, среди которых наиболее успешно выступала с Ван Дриэль, выиграв с ней бронзовые медали на молодёжном чемпионате Европы в 2017 году.
Летом 2021 года в паре с Раисой Схон играла на олимпийском турнире по пляжному волейболу, на котором голландки заняли третье место в группе и вышли в стыковые матчи, где в двух партиях проиграли дуэту из Кубы. В том же году на чемпионате Европы в паре с Раисой Схон завоевала серебряную медаль, проиграв в финале спортсменкам из Швейцарии Нине Бетшарт и Тане Хюберли.
В следующем году на чемпионате Европы в паре с Раисой Схон завоевала бронзовую медаль.